# 尤里陨石坑

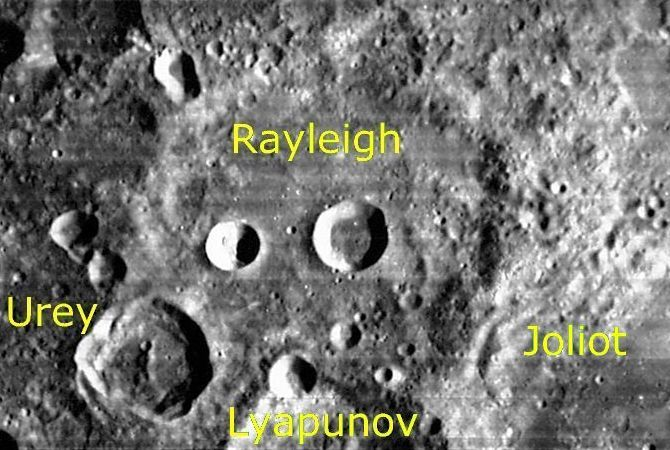
尤里陨石坑、瑞利环形山及周边图，美国宇航局照片。

尤里陨石坑（Urey）是月球正面位于瑞利环形山和李雅普诺夫环形山相交处西侧的一座小撞击坑，形成于早雨海世。该陨坑曾被认定为瑞利环形山的卫星坑而称为瑞利 A，1985年国际天文联合会重新予以更名，以美国化学家，1934年诺贝尔化学奖获奖者哈罗德·克莱顿·尤里（1893年–1981年）之名命名为尤里陨石坑。
该陨坑位于月球东北偏北边缘，中心月面坐标为27°56′N 87°26′E / 27.93°N 87.43°E，直径39.29公里，深约2.18公里。从地球看因透视作用而显得缩小。它的西部和东南二侧外壁向外鼓出，坑壁较周边地形高出1.02公里，内部容积约1146.49公里³ 。内外侧壁上均无醒目的撞击陨坑 ，但坑内底表上分布有一些小型月坑，中部一道南北走向的低矮山岭将陨坑地表一分为二，该山岭最高峰为830米，长约尤里陨坑直径的三分之一，在它的北端坐落着一座撞击坑。